# Felttoget i Vestafrika
Navnet Felttoget i Vestafrika (eller Det vestafrikanske felttog) refererer til to slag under 2. verdenskrig: Slaget om Dakar (også kendt som Operation Menace) og Slaget om Gabon, som begge foregik i det sene 1940. De allierede angreb Vichy Franske styrker i franske oversøiske territorier i Vestafrika.
Efter Gabon blev erobret, kontrollerede Frie franske styrker, Fransk Ækvatorialafrika, mens Fransk Vestafrika stadigvæk var under Vichy kontrol, indtil de Allierede gik i land i Nordafrika under (Operation Torch) i november 1942.

## Felttogets forløb
Anti-britisk stemning i Afrika var kommet efter det franske slagskib Richelieu var blevet ramt i havnen i Dakar, Senegal i Fransk Vestafrika. Hændelsen skete den 10. juli 1940. I august, foreslog den Frie franske general Charles de Gaulle et felttog igennem land, hvor man gik i land ved Conakry i Fransk Guinea. Han forventede, at befolkningens støtte til de frie franske styrker ville blive så stort at det ville få Dakar til at overgive sig. Men de Gaulles forslag blev tilsidesat af et britisk ønske om at bevæge sig hurtigt frem.
Den 18. september, blev tre franske lette krydsere, Georges Leygues, Gloire og Montcalm opdaget af Allierede skibe på vej til Libreville. De Allierede skibe inkluderede også den tunge krydser HMAS Australia. De tre franske lette krydsere blev tvunget til tilbagetrækning.

### Fransk Vestafrika
Modstanden stivede som følge af angrebet på de franske skibe. Fra 23. september til 25. september 1940, blev Slaget om Dakar udkæmpet, da de allierede styrker ikke lykkedes at overtale Vichy franske forsvarere af Dakar at lade dem gå fredeligt ind i byen. De Allierede styrker forsøgte først at overtale de Vichyfranske styrker med propaganda. Derefter prøvede de at indtage Dakar med magt. Begge forsøg endte i nederlag.
De Allieredes håb om at erobre Fransk Vestafrika blev lagt på hylden og de strategiske overvejelser blev skiftet til Fransk Ækvatorialafrika i stedet.

### Fransk Ækvatorialafrika
Slaget blev udkæmpet mellem den 8. november og 12. november, og resulterede i at Libreville blev befriet og Fransk Ækvatorialafrika blev befriet fra Vichy kontrol.

## Udfald
Frie franske styrker konsoliderede deres gevinster i Fransk Ækvatorialafrika, og kunne derefter være med i andre kampagner, inklusiv felttoget i Østafrika og felttoget i Nordafrika. Men Fransk Vestafrika kapitulerede ikke eller sluttede sig til de allierede før Operation Torch i november 1942.